# Einar Riegelhuth Koren
Einar Riegelhuth Koren, né Einar Sand Koren le 12 novembre 1984 à Sandefjord, est un handballeur international norvégien. 
Le 25 juin 2011, Einar Sand Koren s'est marié avec Linn-Kristin Riegelhuth et a changé son nom en Einar Riegelhuth Koren.
Il connait sa première sélection en équipe nationale le 18 novembre 2006 lors d'un match face au Danemark et a participé au Championnat d'Europe 2010, au Championnat du monde 2011 et au Championnat d'Europe 2012.